# Cimetière russe de Sainte-Geneviève-des-Bois
Pour les articles homonymes, voir Cimetière russe.
Le cimetière de Liers de Sainte-Geneviève-des-Bois, couramment désigné comme le cimetière russe de Sainte-Geneviève-des-Bois, est un cimetière situé au 8 de la rue Léo-Lagrange à Sainte-Geneviève-des-Bois (Essonne), en Île-de-France. Il est connu pour accueillir un grand nombre de personnalités russes et françaises d'origine russe.

## Histoire

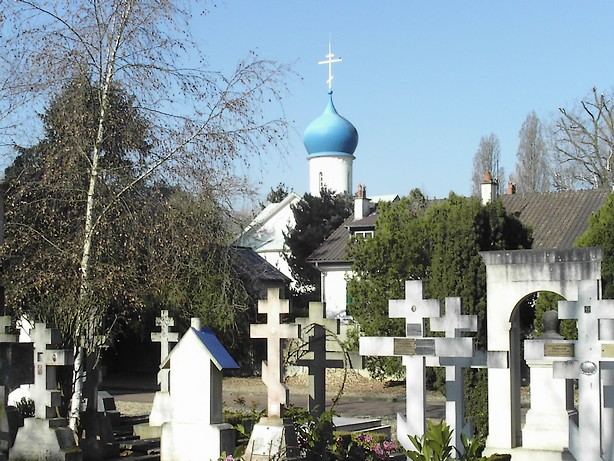
Le cimetière devant l’église Notre-Dame-de-la-Dormition.

Le cimetière de Liers de Sainte-Geneviève-des-Bois, dit cimetière « russe », est un cimetière communal. Le 8 février 1879, le conseil municipal décide de créer un nouveau cimetière. Depuis cette date, ce cimetière est resté communal ; on y trouve toutes les confessions, dont plusieurs tombes juives et musulmanes.
Dorothy Paget et Elena Kirilovna Orlova (née Struve 1877-1957) créent une maison de retraite pour Russes blancs, la Maison russe, dans les bâtiments du château de la Cossonnerie. La princesse Vera Mechtcherskaïa (1876-1949), sœur aînée d'Elena Orlova, les rejoint en tant que directrice de la Maison. En 1927, la première pensionnaire de la Maison russe est inhumée dans ce qu’on appellera désormais le « cimetière russe ». Il s'agit d'une partie du cimetière communal de Liers et en dépend administrativement. Véritable site de mémoire, environ 15 000 Russes ou Français d’origine russe venus en France à la suite de la révolution bolchevique de 1917 y sont inhumés dans quelque 5 200 tombes. Suivront les dépouilles des Russes réfugiés en France au milieu des années 1940 et dans les années 1970-1980.
Le carré russe fait l'objet d'une inscription au titre des monuments historiques par arrêté du 31 janvier 2001.

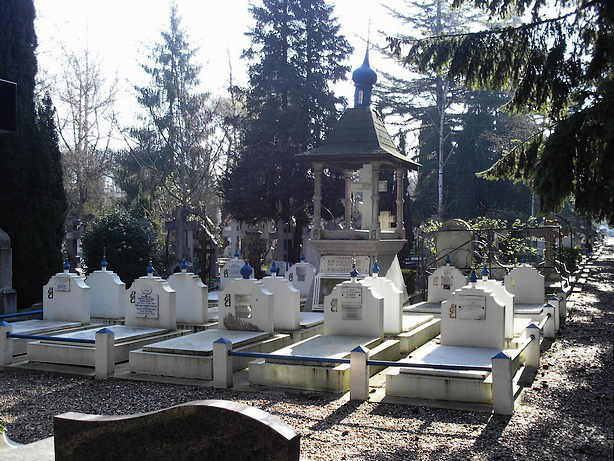
Carré de la division d'Alekseïev.

L'aménagement est « à la russe » (petits bancs, cadre pastoral, avec des abiétacées, des pins, et de grands bouleaux).
Les patriarches de Russie Alexis II et Cyrille, ainsi que le président de la fédération de Russie, Vladimir Poutine, s’y sont rendus et ont fleuri plusieurs tombes. La fédération de Russie assurait depuis 2005 le paiement à la mairie de Sainte-Geneviève-des-Bois (dotation votée en deux fois par la Russie pour un total de plus d'un million d'euros,) des concessions échues dont l'ayant-droit reste introuvable, afin d'éviter le déplacement des reliques dans un ossuaire et la revente de la concession comme le font toutes les municipalités. Mais depuis la guerre menée à l'Ukraine par la Russie depuis 2022, la mairie de Sainte-Geneviève-des-Bois refuse officiellement ces flux financiers.
L'église orthodoxe Notre-Dame-de-l'Assomption (église de la Dormition de la Mère de Dieu), inaugurée en 1939, est située sur un territoire privé totalement indépendant du cimetière communal. Elle est surmontée d'un toit vert et d’un bulbe bleu. Avec son campanile, ils sont de style novgorodien des XVe et XVIe siècles. Ce territoire fut acquis par l'archevêché des églises orthodoxes de tradition russe en Europe occidentale au sein du patriarcat œcuménique. Il dépend depuis 2019 de la métropole de Doubna (archevêché des églises orthodoxes russes en Europe occidentale), appartenant à la juridiction du patriarcat orthodoxe de Moscou. L'église fait l'objet d'une inscription au titre des monuments historiques par arrêté du 1er juillet 1974.

## Personnalités inhumées
Environ 15 000 Russes ou Français d’origine russe y sont inhumés dans 5 220 tombes.

### Danseurs et chorégraphes

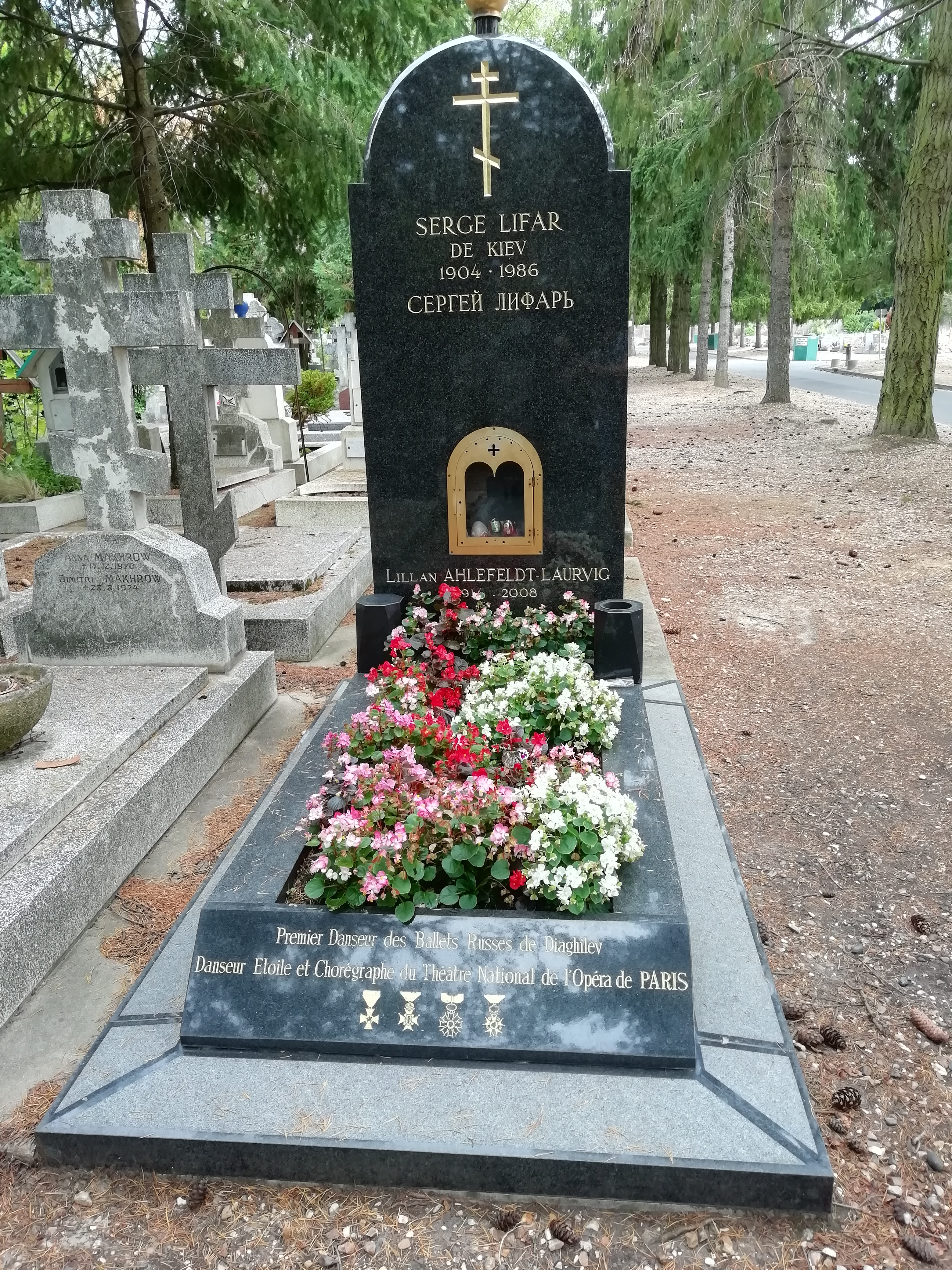
La tombe de Serge Lifar.

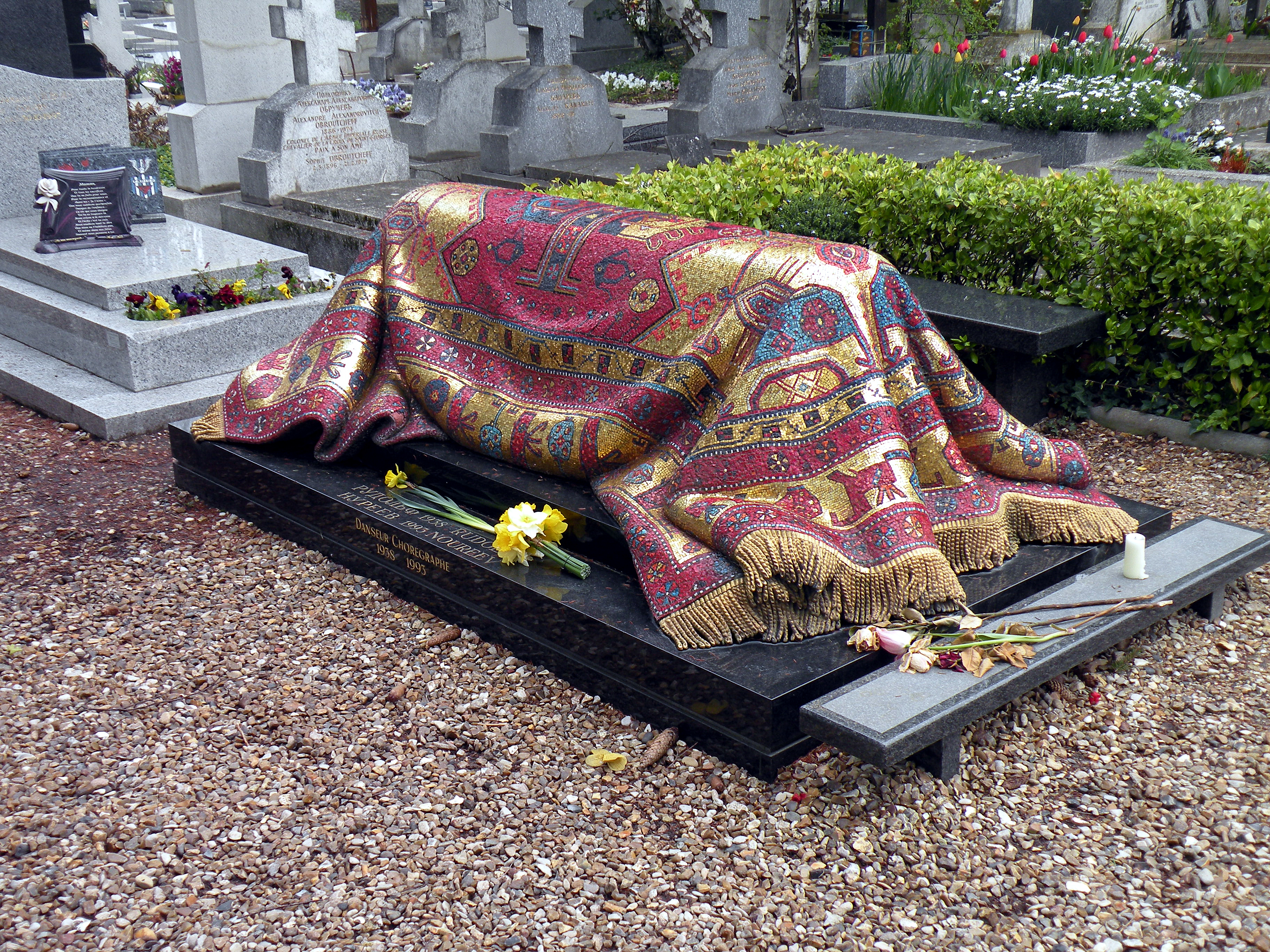
Le tombeau de Rudolf Noureev.

- Lioubov Iegorova (princesse Nikita Troubetzkoy) (1880-1972)
- Serge Lifar (1905-1986)
- Rudolf Noureev (1938-1993) : sa tombe est recouverte d’une mosaïque créée par le décorateur de théâtre Ezio Frigerio et réalisée par le mosaïste Akonema en 1996, qui représente un tapis kilim que Noureev affectionnait particulièrement
- Vera Trefilova (1875-1943) : danseuse et pédagogue
- Nina Alexandrovna Tikhonova (1910-1995)
- Alexandre Volinine (1882-1955)
- Nina Vyroubova (1921-2007)

### Cinéastes et acteurs
- Pierre Batcheff (1901-1932), acteur
- Gregori Chmara (1878-1970), acteur et metteur en scène
- Lila Kedrova (1909-2000), actrice
- Ivan Mosjoukine (1887-1939), surnommé le Rudolph Valentino russe
- Andreï Tarkovski (1932-1986), réalisateur
- Patrick Topaloff (1944-2010), animateur, acteur, chanteur
- Hélène Vallier (1932-1988), née Hélène de Poliakoff, sœur de l’actrice Marina Vlady
- Odile Versois (1930-1980), née Tatiana de Poliakoff, sœur de la précédente.
- Nathalie Nattier (1924-2010), actrice

### Peintres et sculpteurs
- les peintres Constantin (1861-1939) et Alexis Korovine (1897-1950)
- le peintre abstrait André Lanskoy (1902-1976)
- le sculpteur Antoine Pevsner (1884-1962)
- le peintre abstrait Serge Poliakoff (1906-1969)
- le décorateur André Bakst (1907-1972)
- Zinaïda Serebriakova (1884-1967)
- Sergueï Solomko (1867-1928), illustrateur
- Konstantin Somov (1869-1939)
- Théodore Strawinsky (1907-1989), peintre, fils d’Igor Stravinsky
- Léonide Ouspensky (1902-1987), iconographe
- Galina Petroff-Lapierre (1922-2020), iconographe

### Écrivains

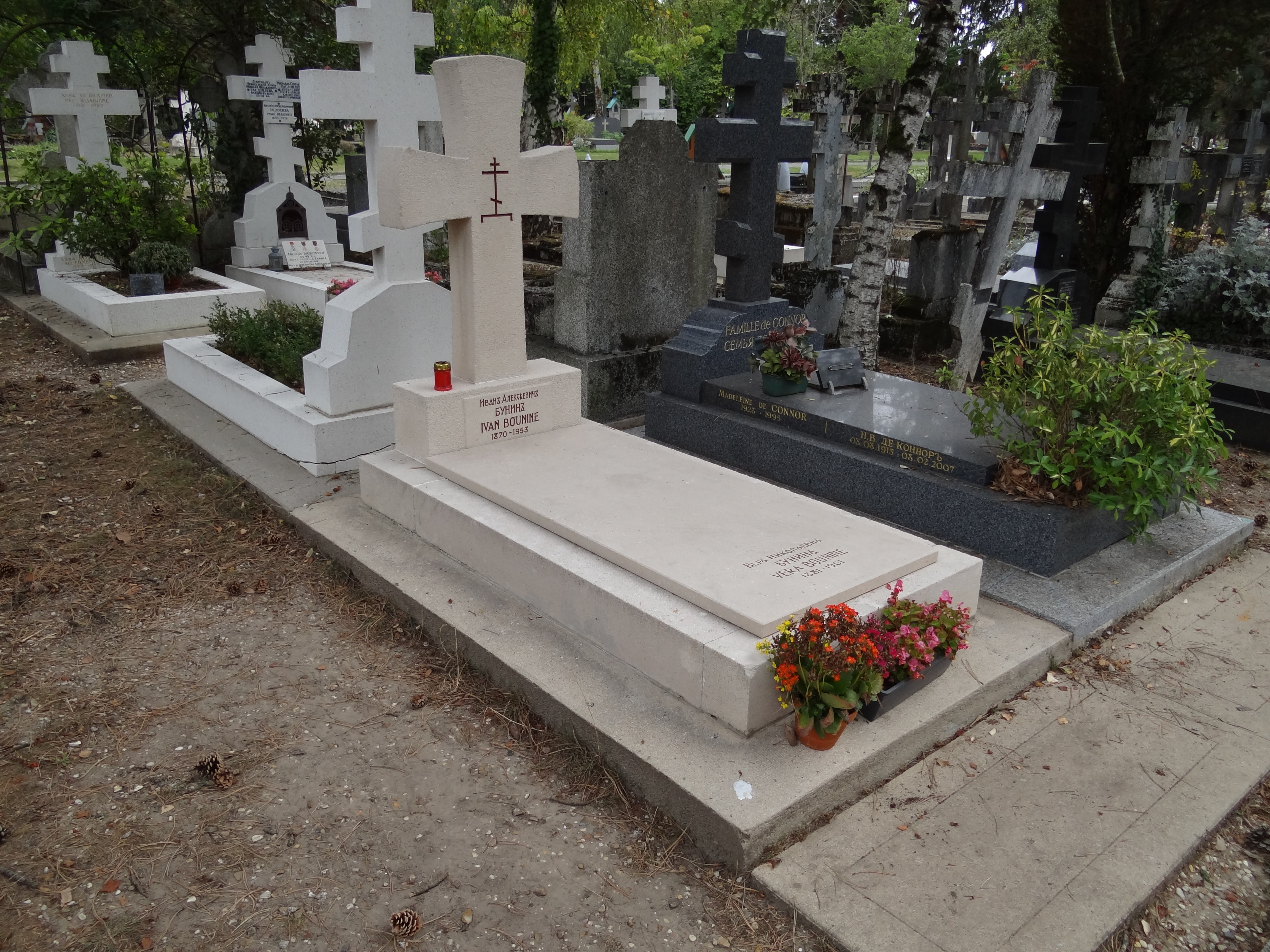
Tombe d'Ivan Bounine et de Vera Mouromtseva-Bounina.

- Andreï Amalrik (1938-1980), écrivain et dissident soviétique
- Sergueï Boulgakov (1871-1944), philosophe et théologien
- Le prix Nobel de littérature Ivan Bounine (1870-1953)
- Ivan Chmeliov (1873-1950)
- Zinaïda Hippius (1869-1945) et son époux Dimitri Merejkovski (1866-1941)
- Assia Lassaigne (née Raichman) (1915-1950), poétesse, épouse de Jacques Lassaigne, directeur du musée d'art moderne, puis compagne d’Henri Calef, cinéaste et historien
- Viktor Nekrassov (1911-1987)
- Alexeï Remizov (1877-1957)
- Irène Yourcha (née de Haes) (1898-1984)
- Alexandre Galitch (1918-1977) dramaturge, poète et auteur-compositeur-interprète
- Tatiana Ossorguine (née Bakounine) (1904-1995) historienne et bibliothécaire, épouse de Mikhaïl Ossorguine[7].

### Architecte
- Serge Maloletenkov (1922-1974) ; (biographie ), Hôtel Concorde La Fayette, Paris

### Membres de la noblesse

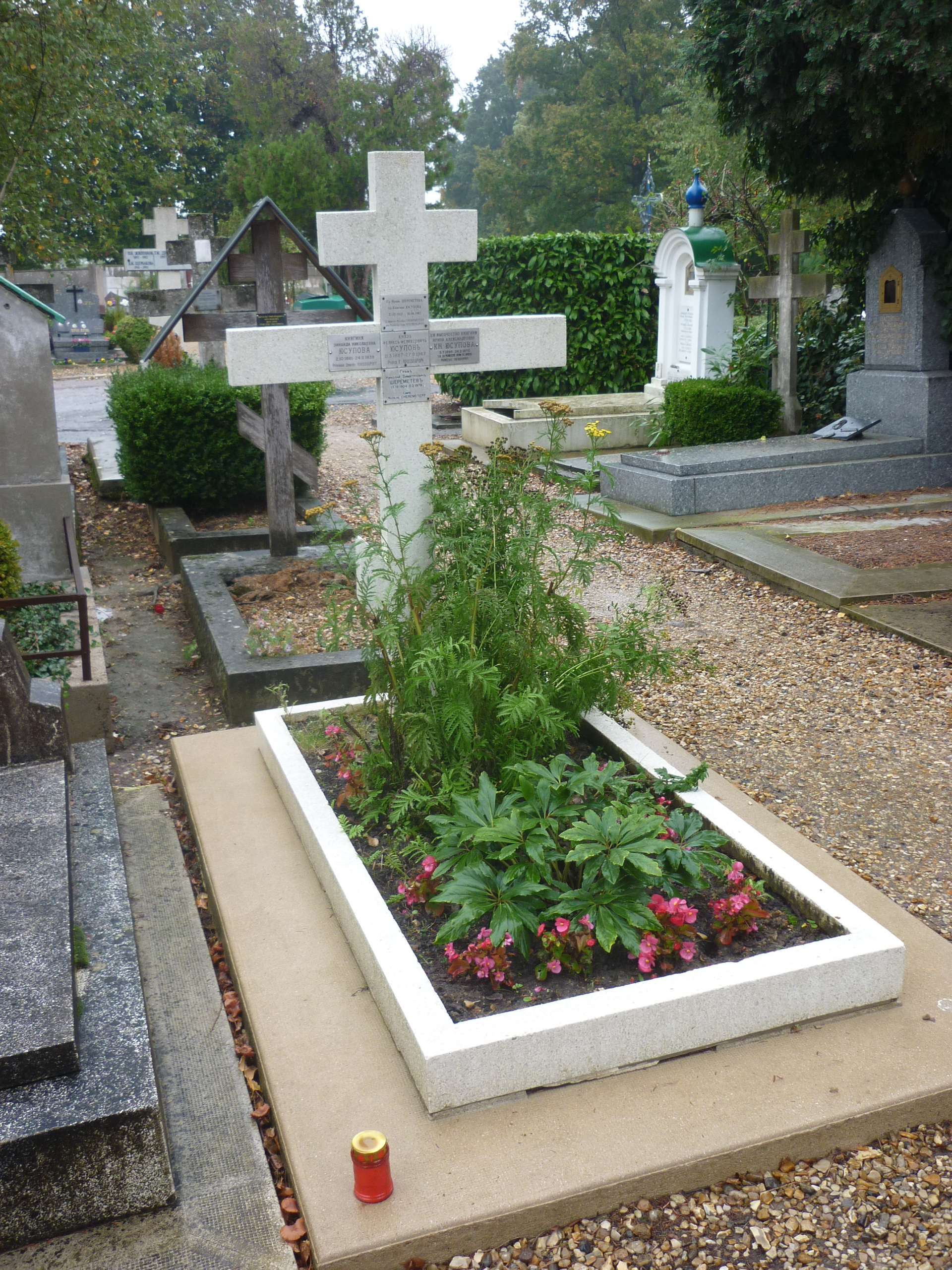
Tombe de la famille Youssoupov.

- la princesse Irina Alexandrovna de Russie (1895-1970) et son époux le prince Félix Ioussoupov (1887-1967)
- la princesse Véra Obolensky (1911-1944), martyr de la Résistance, nom de code « Vicky » (deux plaques la commémorent dans ce cimetière)
- le grand-duc Gabriel de Russie (1887-1955), arrière-petit-fils de Nicolas Ier
- le grand-duc Andreï Vladimirovitch (1879-1956) avec son épouse la princesse Marie Félixovna Romanovsky-Krassinsky (1872-1971), plus connue sous son nom de ballerine, Mathilde Kschessinska, et leur fils Vladimir
- Tatiana Botkina (1898-1986), fille du médecin de la famille impériale Botkine, assassiné par les bolcheviks en même temps que la famille impériale russe le 17 juillet 1918
- le prince Wladimir Bariatinsky (1874-1941) et son épouse la princesse Olga Bariatinsky, née Berestovskaïa (1881-1974)
- le prince Gleb Grégoriévitch Gagarine (1887-1974), colonel au régiment des Cavaliers de Garde de l'impératrice Maria Fédorovna
- Pavel Alexeïevitch Ignatiev (1878-1930), fils du comte Alexeï Pavlovitch Ignatiev
- Les princes Constantin Andronikof (1916-1997) et Emmanuel Andronikof (1947-1995)[8]

### Hommes politiques
- Vladimir Bourtzeff (1862-1942), militant révolutionnaire mais anti-bolchévique, chercheur, éditeur et rédacteur en chef de plusieurs périodiques en langue russe.
- Alexis de Giers (1871-1958), gouverneur de Kiev, de Minsk puis de Nijni Novgorod.
- Vladimir Nikolaïevitch Kokovtsov (1853-1943), enterré dans la crypte de l'église de la Dormition.
- Vassili Vassilievitch Kotchoubeï, émigré russe après la révolution bolchevique, franc-maçon (1883-1960), député de la quatrième Douma, maréchal de la noblesse de la province de Periatinski.
- L’ancien Premier ministre et prince Gueorgui Lvov (1861-1925), orthographié parfois Lvoff.
- Pierre Bernhardovitch Struve (1870-1944). Personnalité intellectuelle et politique active en Russie et dans l'émigration russe. Il a été en particulier impliqué dans les négociations entre la France et le mouvement de l'Armée blanche du Nord de la Russie lors de la révolution bolchévique[9].

### Officiers
- Nikolaï Nikolaïevitch Kolomeïtsev (1867-1944), amiral de la Marine impériale russe, explorateur russe de l'Arctique, membre et chef de l'Administration hydrographique lors de l'expédition en mer Blanche (1900-1903).
- le colonel Nicolas Ivanovitch Alabovsky (1883-1974), bras droit du général Anton Dénikine puis Alexandre Koutiepov, puis commandant du régiment Markovsky, non enterré au cénotaphe de Gallipoli pour être enterré avec sa femme née « grande duchesse » Kramareff.
- Valerian Nikolaïevitch Bibikov (1891-1950).
- Abram Mikhaïlovitch Dragomirov (1868-1955), général durant la Première Guerre mondiale, membre du Mouvement blanc, ancien président de l’ordre de Saint-Nicolas le Thaumaturge.
- Pierre Petrovitch Kalitine (1853-1927), général durant la Première Guerre mondiale, membre du Mouvement blanc, ancien président de l’ordre militaire de Saint-Nicolas.
- le général Nikolaï Golovine (1875-1944).
- la comtesse du Luart, née Leïla Hagondokoff (1898-1985).
- Alexandre von Kaulbars (1844-1925).
- le général Nikolaï Petrovitch Kolomenski
- le général Alexandre Koutiepov (1882-1930), cénotaphe vide dans le carré de Gallipoli.
- Le lieutenant-général Nikolaï Lokhvitski (1867-1933), commandant du corps expéditionnaire russe en France pendant la Première Guerre mondiale.
- Le lieutenant-général Sergueï Oulagaï (1875-1944), cosaque du Kouban
- Zinovi Pechkoff (1884-1966).
- Alexandre Fiodorovitch Zabeline (1856-1933).
- Alexandre Woyeikoff  (1865—1942)

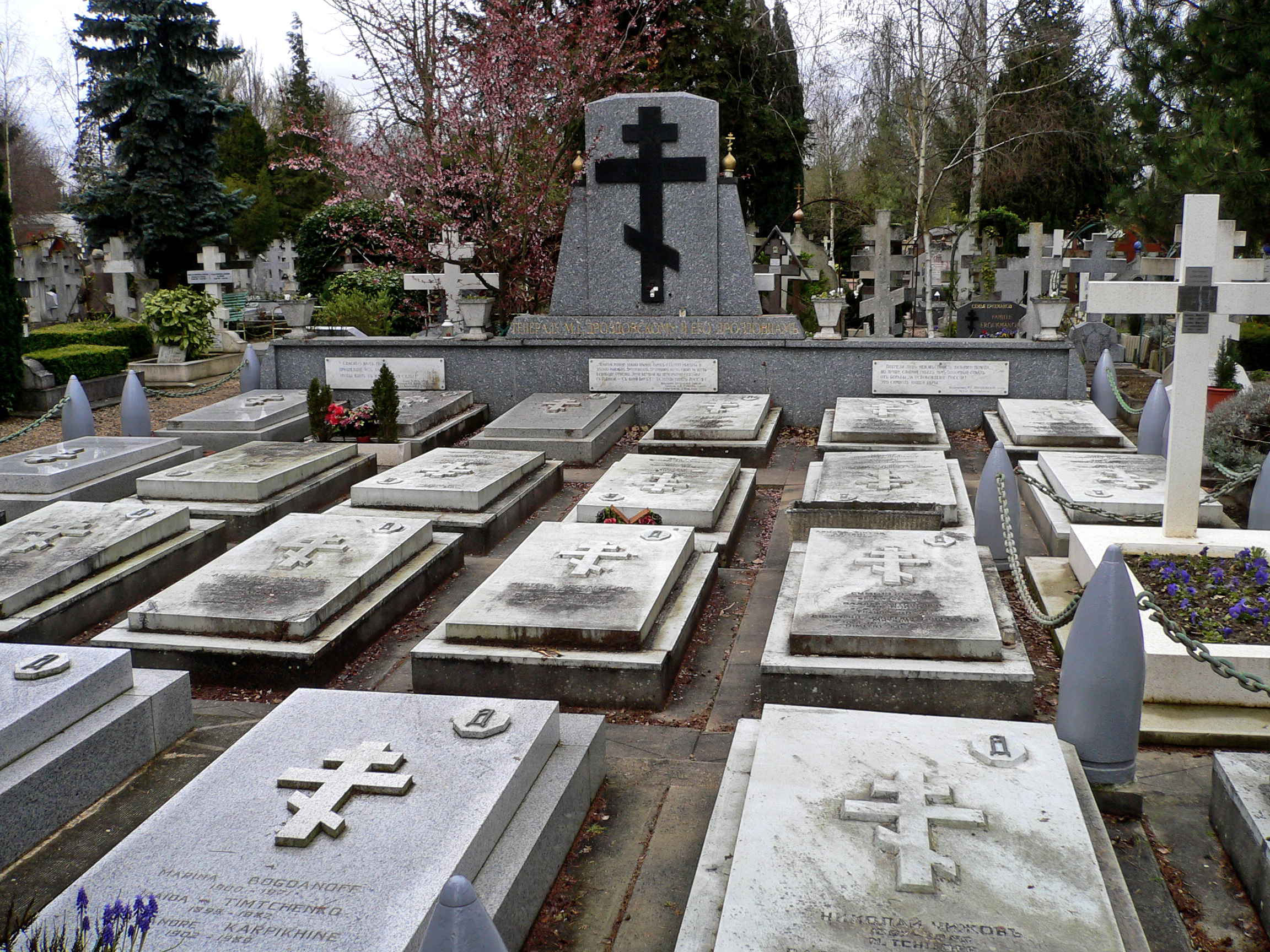
Carré de la division de Drozdovski, 2008.

On y trouve aussi des monuments funéraires et des carrés de militaires de l'Armée impériale russe et des Armées blanches russes, avec entre autres :
- le monument des anciens combattants russes de Gallipoli, en remplacement de celui du cimetière militaire de Gallipoli détruit par un tremblement de terre en 1949 (reconstruit en 2008),
- celui à la mémoire des membres de la division du général Mikhaïl Drozdovski,
- la sépulture du régiment du général Mikhaïl Alexeïev,
- le carré des cosaques du Don,
- celui des cadets russes,
- le monument de la comtesse du Luart, marraine du premier régiment étranger de cavalerie basé au camp de Carpiagne.

### Autres personnalités
- le violoniste Yoska Nemeth (1921-1965)
- Alexandre Petrovitch Fabergé (1877–1952), troisième fils du célèbre joaillier du tsar, Pierre-Karl Fabergé
- Sofia Fiodorovna Koltchak, née Omirova (1876-1956) épouse de l’amiral Koltchak, chef des armées blanches en 1917 et régent de Russie.
- Rostislav Alexandrovitch Koltchak (1910-1965), leur fils
- l'archiprêtre Alexis Medvedkov, saint Alexis d'Ugine, prêtre orthodoxe canonisé en 2004, date à laquelle ses reliques ont été transportées de la crypte de l'église de la Dormition vers l'église du monastère Notre-Dame-de-Toute-Protection de Bussy-en-Othe où elles sont vénérées
- un carré des chauffeurs de taxis
- Sergueï Prokoudine-Gorski (1863-1944), célèbre photographe, notamment connu pour son travail sur la couleur au cinéma et en photographie. Ses travaux sont gardés à la bibliothèque du conservatoire de Washington.
- la marionnettiste Ioulia Slonimskaïa Sazonova (1884-1957).
- l'historien de la Russie médiévale Vladimir Vodoff (1935-2009).
- Nicolas Wyrouboff (1915-2009), résistant et compagnon de la Libération.